# 広州有軌電車
広州有軌電車（こうしゅうゆうきでんしゃ、中文表記: 广州有轨电车、英文表記: Guangzhou Tram）は中華人民共和国広東省広州市の路面電車システムである。

## 概要
広州有軌電車は、中国広東省広州市を拠点とする路面電車システムである。その最初の路線である広州海珠環島新型有軌電車が2015年1月1日から正式に営業運転を開始した。
2025年2月現在、広州有軌電車には2本の有軌電車（広州海珠環島新型有軌電車、黄埔有軌電車1号線）があり、営業距離は 20 km、駅は合計28か所ある。

## 沿革
- 2014年12月31日に広州海珠環島新型有軌電車が試験運行を開始。
- 2015年1月1日に広州海珠環島新型有軌電車が正式に営業運転を開始した。
- 2020年7月1日に黄埔有軌電車1号線が開業。

## 運営中の路線
| 色 | 路線名                   | 営業区間          | 駅数 | 営業キロ | 開通の日       |
| -- | ------------------------ | ----------------- | ---- | -------- | -------------- |
|    | 広州海珠環島新型有軌電車 | 猟徳大橋南-万勝囲 | 9    | 5.7 km   | 2014年12月21日 |
|    | 黄埔有軌電車1号線        | 香雪- 新豊路      | 19   | 14.3 km  | 2020年7月1日   |

## 事業中の路線
| 色 | 路線名            | 工事名 | 工事区間         | 駅数 | キロ程 | 着工 | 開通予定 |
| -- | ----------------- | ------ | ---------------- | ---- | ------ | ---- | -------- |
|    | 黄埔有軌電車2号線 | 一期目 | 香雪- 開源大道東 | 8駅  | 4.9km  |      | 2025年   |

## 計画中の路線
| 色 | 路線名            | 事業中の区間    | 駅数 | キロ程  | 予定開通時間 |
| -- | ----------------- | --------------- | ---- | ------- | ------------ |
|    | 黄埔有軌電車3号線 |                 |      |         |              |
|    | 黄埔有軌電車4号線 |                 |      |         |              |
|    | 黄埔有軌電車5号線 | 鎮龍西 - 玉岩路 | 11駅 | 14.5 km |              |
|    | 増城有軌電車      |                 | 25駅 | 21.3 km |              |

## 車両

### 黄埔有軌電車の車両
車両カラーが主に赤と白を基調としたデザイン

### 海珠有軌電車の車両
車両長が約30 m、幅が約2.67 m、車両カラーが主に青と白を基調としたデザイン。新型の低床式電車が導入され、電力消費が少なく、排出ガスがないため都市の大気汚染軽減にも貢献しこれにより、乗客は段差なく乗り降りできるため、特に高齢者や障がい者にも優しい設計となっている。

## 運行情報
- 黄埔有軌電車:
- 海珠環島新型有軌電車:毎日6:30から23:00まで運行している。運行間隔は、ピーク時には約10分間隔、非ピーク時には約15分間隔となっている。運賃は一律2元で、広州地下鉄のICカード「羊城通」やQRコード決済が利用可能である。